# Javier Galdós
Francisco Javier Galdós Aliñeta (Aretxabaleta, 22 gennaio 1950) è un ex calciatore spagnolo, di ruolo attaccante.

## Biografia
Nacque a Aretxabaleta nei Paesi Baschi. All'età di 9 anni si trasferì con la famiglia a Alsasua.
Successivamente frequentò il seminario di Saragozza presso l'ordine dei cappuccini, giocando con la rispettiva squadra di calcio a livello amatoriale.

## Caratteristiche tecniche
Giocava come attaccante. Poteva essere impiegato come punta e all'occorrenza anche come ala offensiva, su entrambi i lati dell'attacco.

## Carriera
Da giovane giocò nella squadra del seminario dei cappuccini di Saragozza, dove studiava e praticava sport. In quel periodo fu notato e ingaggiato dal Real Saragozza. Venne soprannominato El capuchino de oro Dapprima giocò nella squadra riserve del Deportivo Aragón.
Nel 1971 fu aggregato da Rosendo Hernández alla prima squadra, che militava nella Segunda División spagnola. L'impatto di Galdós fu notevole, infatti egli contribuì con 17 reti in 36 partite al raggiungimento del terzo posto in classifica e dunque alla promozione nella massima serie. Debuttò nella Liga spagnola il 19 novembre 1972 contro il Málaga. Nella partita successiva realizzò il suo primo gol, siglando la vittoria esterna per 1-2 sul campo del Celta Vigo. Nel 1975 si qualificò alla Coppa UEFA ed esordì, segnando anche un gol, contro il Borussia Mönchengladbach, ciononostante il Real Saragozza fu sconfitto per 2-4 e venne quindi eliminato dalla competizione agli ottavi di finale. Inoltre, nel 1975, il Real Saragozza arrivò al secondo posto in campionato, dietro al Real Madrid, raggiungendo il miglior piazzamento in campionato della sua storia. A fine anno lasciò il club aragonese e si trasferì al Real Murcia nella Segunda División.
Nella stagione successiva tornò a giocare in massima serie, nella Real Sociedad. In quel periodo la Real Sociedad ingaggiava soltanto giocatori baschi. Tuttavia, in due stagioni con il club di Donostia, Galdós disputò soltanto 4 partite di Coppa e nessuna nella Liga. Trovò poco spazio a causa della concorrenza con gli altri giocatori del suo reparto.
Successivamente giocò nelle serie inferiori del calcio spagnolo, con Andorra CF, Club Deportivo Tudelano e Murchante; in questo periodo fu condizionato da una lesione del menisco.